# Гардоне-Валь-Тромпия

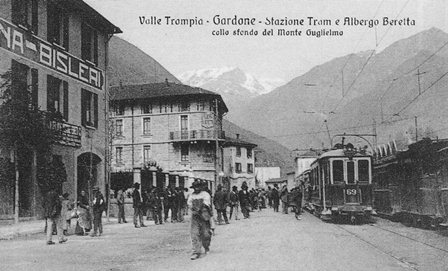
Гардоне-Валь-Тромпия, 1910-е годы

Гардоне-Валь-Тромпия (итал. Gardone Val Trompia, ломб. Gardù) — коммуна в Италии, в провинции Брешиа области Ломбардия.
Население составляет 10 936 человек, плотность населения составляет 421 чел./км². Занимает площадь 26 км². Почтовый индекс — 25063. Телефонный код — 030.
В городе расположено множество итальянских оружейных компаний с мировыми именами, такие как: Beretta, Педерсоли и др.
Покровителем населённого пункта считается святой апостол и евангелист Марк. Праздник ежегодно празднуется 25 апреля.

## Города-побратимы
- Наноро, Буркина-Фасо